# 하시오촌
하시오촌(橋尾村)은 아이치현 야나군에 설치되었던 촌이다. 야마토촌과 이치노미야정을 거쳐 현재의 도요카와시 하시오초(橋尾町)에 해당한다.